# トラベル派遣
有限会社トラベル派遣（トラベルはけん）は、沖縄県石垣市に本社を置き、かつて与那国島及び波照間島で一般乗合及び一般貸切旅客自動車運送事業を行っていたバス事業者である。

## 概要
2011年（平成23年）頃まで与那国島で一般乗合及び一般貸切旅客自動車運送事業を、また、2015年（平成27年）頃まで波照間島で一般貸切旅客自動車運送事業を営んでいた。社団法人日本バス協会の会員ではなかった。

## 沿革
- 1999年（平成11年）7月1日 - 会社設立。
- 2006年（平成18年）9月7日 - 波照間島での一般貸切旅客自動車運送事業許可[4]。
- 2007年（平成19年）4月18日 - 与那国島での一般乗合・一般貸切旅客自動車運送事業許可[5][4]。

## 本社・営業所
- 本社
  - 沖縄県石垣市新栄町75-5[6]
- 与那国営業所
  - 沖縄県八重山郡与那国町字与那国375-1[4]
- 波照間営業所
  - 沖縄県八重山郡竹富町字波照間235[4]

## 定期観光バス
- 与那国島内及び波照間島内にて、定期観光バスを運行していた。

### 与那国島観光バス
コースは以下の通り。
- 空港 - ティンダハナタ - 東崎 - 立神岩 - Dr.コトー診療所ロケ地 - 南牧場 - 最西端の碑 - 久部良ばり - 空港／集落内

### 波照間島観光バス
コースは以下の通り。
- 港 - コート盛 - 集落内 - シムスケ - 高那崎 - 最南端の碑 - ニシ浜ビーチ - 港

## 貸切バス
- 貸切バス事業を、与那国島内及び波照間島内にて営んでいた。

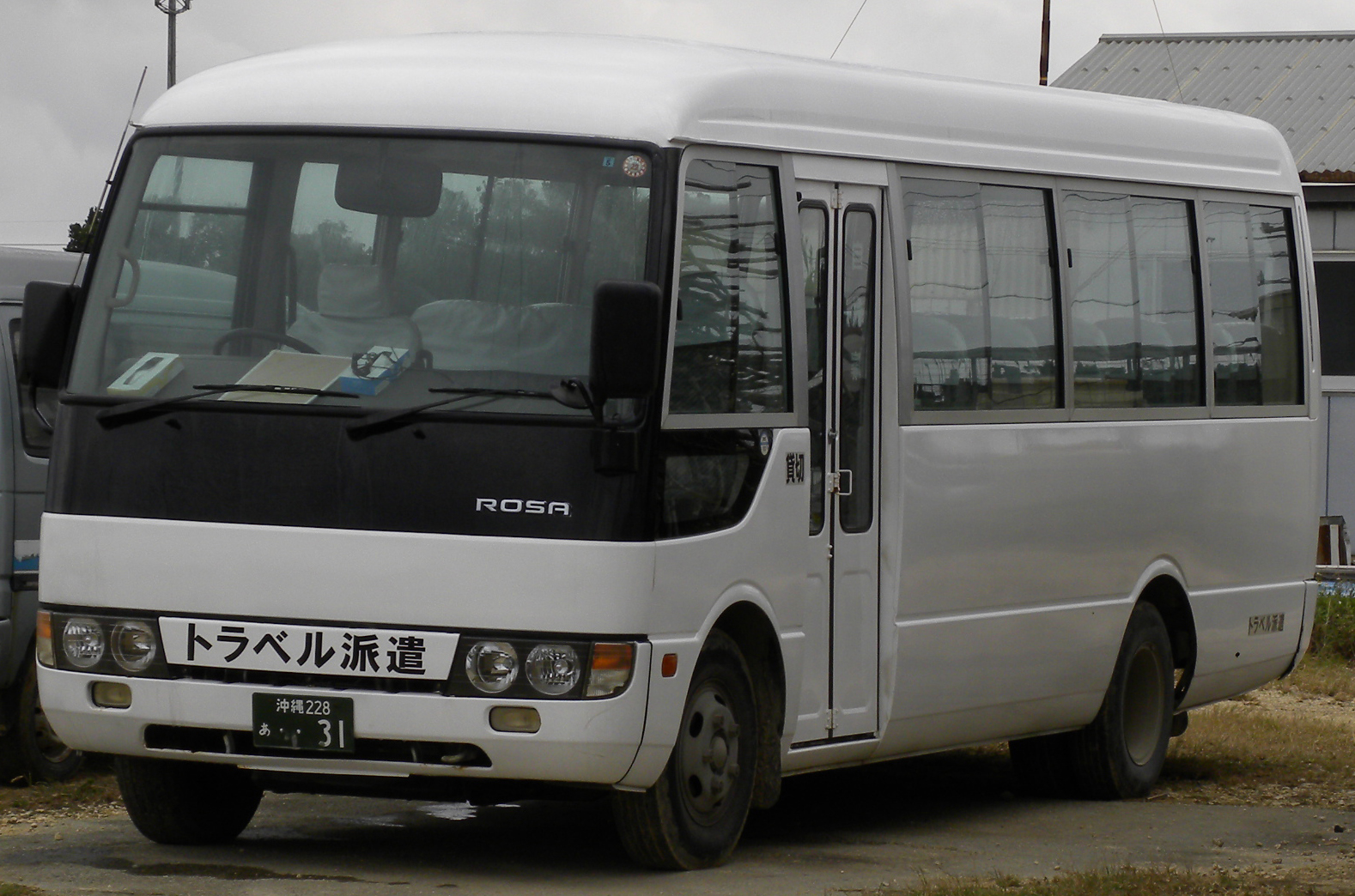
貸切バスの車両
（波照間営業所）